# NGC 1863
NGC 1863 (другое обозначение — ESO 56-SC77) — молодое рассеянное скопление в созвездии Золотой Рыбы, расположенное в Большом Магеллановом Облаке. Открыто Джоном Гершелем в 1834 году. Описание Дрейера: «очень яркий, очень маленький объект круглой формы, более яркий в середине, пёстрый, но детали неразличимы, возможно, состоит из звёзд». Возможно, скопление наблюдал Джеймс Данлоп в 1826 году. Этот объект входит в число перечисленных в оригинальной редакции «Нового общего каталога».
Возраст скопления составляет около 40—50 миллионов лет. Металличность — 40—65 % от солнечной. Наблюдается избыток цвета B−V, вызванный межзвёздным покраснением и равный 0,05—0,1m.